# Le Réveil du Sénégal
Le Réveil du Sénégal (1885-1886) est un périodique hebdomadaire français fondé à Saint-Louis, dans la colonie du Sénégal, à l'occasion de la campagne électorale de 1885. Sous-titré Journal hebdomadaire politique, littéraire, commercial et financier paraissant tous les dimanches, il eut une existence éphémère.

## Historique
Le Moniteur du Sénégal et dépendances, organe officiel créé par Faidherbe en 1856, était le seul journal publié au Sénégal.
Comme Le Petit Sénégalais lancé l'année suivante, Le Réveil du Sénégal, plus politisé que le Moniteur, est publié par quelques Français et des métis, sur les presses de la société H. Cagnant & Cie et sous la responsabilité éditoriale d'un Français, Auguste Foret. Selon d'autres sources, les deux titres appartenaient à un même groupe, celui des mulâtres Devès-Crespin. La défense des intérêts des habitants de la commune de Saint-Louis est la seule raison d'être de ces titres. 
Ce journal républicain, anticlérical, remporte d'abord un certain succès, mais se transforme bientôt en une feuille à scandales, que dénoncera le notable Germain d'Erneville. Des procès ont lieu, Le Réveil du Sénégal cesse de paraître en décembre 1886 et son matériel est vendu à la Pentecôte 1887.